# 세계스포츠마사지연맹
WSM 세계스포츠마사지연맹(영어: World Sports Massage Federation)은 비영리 스포츠마사지 전문 국제단체로서 1980년 아나톨리 비류코프박사(Dr. Anatoly Biryukov)에 의해 관련 저명학자들이 모여 비영리 학술단체로 설립 후 현재에 이르기까지 세계스포츠마사지학 발전과 올림픽을 비롯한 세계 스포츠발전에 이바지 하고 있는 비영리 공익단체이다.

## 세계스포츠마사지연맹
세계스포츠마사지연맹(영어: World Sports Massage Federation, WSM)은 스포츠마사지를 총괄하는 국제 비영리 단체이다.
1981년 스포츠마사지학의 세계적인 권위자 구소련 모스크바 레인중앙체육대학교 체육의학부 스포츠마사지학과장 아나톨리 비류코프박사(Dr. Anatoly Biryukov)에 의해 관련학계 저명인사들과 함께 설립되었다.
초대회장으로 활동한 A.A비류코프박사는 1956년 호주멜버른 올림픽에서부터 1992년 스페인 바로셀로나 올림픽까지 러시아 대표선수단 의료위원회 스포츠마사지 분과 위원장으로 활동하면서 WSM 세계스포츠마사지연맹과 함께 전 세계에 스포츠마사지를 홍보하고 스포츠마사지가 운동선수들의 부상예방과 경기력 향상에 탁월한 효과가 있다는 사실을 증명하고 학술 논문으로 발표하며, 세계스포츠마사지연맹 회장으로 큰 업적을 남겼다.
세계스포츠마사지연맹 공식홈페이지 보관됨 2021-08-20 - 웨이백 머신를 통해 스포츠마사지 세계화에 일익을 담당하는 세계스포츠마사지연맹은 FIFA 주관 월드컵축구대회와 올림픽대회, 각종 스포츠세계선수권 대회 등에 WSM 소속 스포츠마사지 회원단체와 함께 헌신적 봉사활동을 통해 세계스포츠마사지학 발전과 올림픽을 비롯한 세계 스포츠발전에 이바지 하고 있는 비영리 공익단체이다.  

## 연맹 소개
WSM 세계스포츠마사지연맹(영어: World Sports Massage Federation)은 비영리 스포츠마사지 전문 국제단체이다.
1980년 아나톨리 비류코프박사(Dr. Anatoly Biryukov)에 의해 관련 저명학자들이 모여 비영리 학술단체로 설립하고 세계스포츠발전과 스포츠마사지학문 발전을 위해 현재까지 봉사하고 있다.
제2대 회장으로 미국인 스테판 R. 백(Stefan R. Baek)회장이 선임되어 미국 캘리포니아에 WSM 사무국을 이전하고 스포츠마사지 국제자격 인증사업과 스포츠마사지 기술향상을 위한 세미나개최 등 많은 활동을 하였고 3대 회장에 미국인 국제스포츠에이전트사 대표인 폴크리스티(Paul Christie)회장과 한국스포츠마사지자격협회 회장인 김태영박사(Dr.Tae Young Kim)를 공동선임하고 2001~2017년까지 FIFA 각종 월드컵대회에 국제심판진들의 부상예방과 경기력 향상을 위해 스포츠마사지 봉사활동을 하였고 국제육상경기연맹 공인 각종 국제마라톤대회, 각종 스포츠세계선수권대회, 아시아경기 등 수 많은 스포츠경기대회에 참가하는 선수들의 부상예방과 경기력 향상을 위해 헌신적인 봉사활동을 펼치고 있는 공익단체이다.
제4대 회장으로 김태영박사가 선임되어 현재까지 스포츠마사지 학문발전과 세계스포츠 발전을 위해 봉사하고 있으며, 각국 스포츠마사지 관련기관들과 협력하여 스포츠마사지학 발전을 위해 봉사하고 특히 WSM이 인정하는 국제 스포츠마사지자격 인증사업을 세계스포츠마사지연맹 공익사업으로 발전시켜 세계스포츠마사지연맹이 스포츠마사지와 관련한 세계를 대표하는 공식 기구로 그 자리매김을 확고히 하기 위해 WSM 회장과 관련 임원들은 혼신의 노력을 기울리고 있다.

## 주요 사업
- 스포츠마사지 세계화를 기술 및 학술교류사업
- 세계 각종 스포츠대회 스포츠마사지팀 지원사업
- 각종 마사지 및 스포츠마사지 자격인증사업
- 각국 스포츠마사지관련단체 가맹인증 및 기술지원사업
- 국제 스포츠마사지사 유자격자 권익향상을 위한 사업
- 스포츠마사지학 발전에 기여자 발굴 공로상 시상사업
- 스포츠마사지 학술세미나
- 기타 스포츠마사지학 발전을 위한 주요사업